# Симидзу, Эми
Э́ми Сими́дзу (яп. 清水 絵美; род. 21 декабря 1990, Япония) — японская кёрлингистка и тренер по кёрлингу.
В составе женской сборной Японии участник чемпионатов мира (лучший результат — четвёртое место в 2019), Тихоокеанско-азиатских чемпионатов (серебряные призёры в 2012, 2019).
В «классическом» кёрлинге (команда из четырёх человек одного пола) в основном играет на позиции третьего.

## Достижения
- Тихоокеанско-азиатский чемпионат по кёрлингу: серебро (2012, 2019).
- Чемпионат Японии по кёрлингу среди женщин: золото (?, 2014, 2017), серебро (2020)[3].

## Команды
| Сезон   | Четвёртый        | Третий         | Второй          | Первый          | Запасной                                             | Турниры                      |
| ------- | ---------------- | -------------- | --------------- | --------------- | ---------------------------------------------------- | ---------------------------- |
| 2004—05 | Маё Ямаура       | Аянэ Мацумура  | Эми Симидзу     | Масуми Маруяма  | Юко Хисида                                           | ЧЯЖ 2005 (... место)         |
| 2009—10 | Сацуки Фудзисава | Миюки Сато     | Миё Итикава     | Эми Симидзу     |                                                      |                              |
| 2010—11 | Сацуки Фудзисава | Миё Итикава    | Эми Симидзу     | Миюки Сато      |                                                      |                              |
| 2011—12 | Сацуки Фудзисава | Миё Итикава    | Эми Симидзу     | Миюки Сато      | Тиаки Мацумура тренеры: Хатоми Нагаока, Хироаки Вада | ТАЧ 2011 (4 место)           |
| 2012—13 | Сацуки Фудзисава | Миё Итикава    | Эми Симидзу     | Тиаки Мацумура  | Миюки Сато тренер: Хатоми Нагаока                    | ТАЧ 2012 · ЧМ 2013 (7 место) |
| 2013—14 | Сацуки Фудзисава | Миё Итикава    | Тиаки Мацумура  | Эми Симидзу     | Миюки Сато                                           | ЧЯЖ 2014                     |
| 2014—15 | Сацуки Фудзисава | Эми Симидзу    | Тиаки Мацумура  | Икуэ Китадзава  | Хасуми Исигоока                                      | ЧЯЖ 2015 (5 место)           |
| 2015—16 | Эми Симидзу      | Тиаки Мацумура | Хасуми Исигоока | Икуэ Китадзава  |                                                      |                              |
| 2016—17 | Тиаки Мацумура   | Эми Симидзу    | Икуэ Китадзава  | Хасуми Исигоока | Сэйна Накадзима                                      | ЧЯЖ 2017                     |
| 2017—18 | Тиаки Мацумура   | Эми Симидзу    | Икуэ Китадзава  | Хасуми Исигоока | Сэйна Накадзима                                      |                              |
| 2019    | Тиаки Мацумура   | Икуэ Китадзава | Сэйна Накадзима | Хасуми Исигоока | Эми Симидзу тренер: Юсукэ Мородзуми                  | ЧМ 2019 (4 место)            |
| 2019—20 | Икуэ Китадзава   | Тиаки Мацумура | Сэйна Накадзима | Хасуми Исигоока | Эми Симидзу тренер: Юсукэ Мородзуми                  | ТАЧ 2019 · ЧЯЖ 2020          |

(скипы выделены полужирным шрифтом)

## Результаты как тренера национальных сборных
| Год  | Турнир                                              | Сборная                 | Место |
| ---- | --------------------------------------------------- | ----------------------- | ----- |
| 2025 | Чемпионат мира по кёрлингу среди смешанных пар 2025 | Япония (смешанная пара) | 13    |

## Частная жизнь
Брат Эми, Тецуро Симидзу — известный японский кёрлингист, играет в команде Юсукэ Мородзуми, многократный чемпион Японии.